# Pinlaung
Pinlaung är en kommun i Myanmar.   Den ligger i regionen Shanstaten, i den centrala delen av landet, 70 km nordost om huvudstaden Naypyidaw. Antalet invånare är 162 537.